# 92
Năm 92 là một năm trong lịch Julius. 